# Simon Thirgood
Simon Jeremy Thirgood (* 6. Dezember 1962 in Monrovia, Liberia; † 30. August 2009 in Äthiopien) war ein britischer Ökologe und Naturschützer, der vor allem durch seine Arbeit über Schottische Moorschneehühner und Kornweihen sowie über die vom Aussterben bedrohten Äthiopischen Wölfe bekannt geworden ist.

## Leben und Wirken
Thirgood wurde als Sohn eines Professors für Forstwirtschaft in Monrovia geboren und wuchs in Vancouver, Kanada sowie in Northumberland auf. Ab 1980 absolvierte er ein Zoologiestudium an der University of Aberdeen. Nach seiner Graduierung arbeitete er am Institute of Terrestrial Ecology in Banchory und erforschte das Verhalten von Schneehasen und Rothirschen. 1990 promovierte er mit seiner Dissertation Alternative Mating Strategies of Fallow Deer an der University of Southampton zum Ph.D. In der Folgezeit studierte er das Paarungsverhalten der Schwarzen Letschwe in Sambia. Als Mitarbeiter bei BirdLife International war er 1992 für die Kampagne Putting Biodiversity on the Map bei der Konferenz der Vereinten Nationen über Umwelt und Entwicklung in Rio de Janeiro mitverantwortlich. 1992 kehrte Thirgood nach Schottland zurück, wo er für den Game Conservancy Trust arbeitete. Seine Arbeit umfasste die strittigen Punkte des Naturschutzes in Großbritannien, insbesondere die Konflikte zwischen denen, die an der Jagd auf Schottische Moorschneehühner beteiligt sind und denen, die sich für den Schutz der Kornweihen einsetzen. Über dieses Projekt schrieb er sein bekanntestes Buch, das 1997 unter dem Titel Birds of Prey and Red Grouse veröffentlicht wurde. Bis zum Erscheinen des Berichts waren die streitenden Parteien gegensätzlicher Meinung über die tatsächlichen Auswirkungen der Moorschneehuhnjagd auf die Kornweihenpopulation. Aus Thirgoods Bericht und zahlreichen anderen Artikeln ging jedoch eindeutig hervor, dass die Bestandszahlen der Moorschneehühner auf ein Niveau gesunken waren, bei dem sich die Jagd wirtschaftlich nicht mehr lohnte. Obwohl es noch immer keine Lösung für den Konflikt gibt, haben Thirgoods wissenschaftliche Belege dazu geführt, dass sich beide Parteien nun ernsthaft mit dem Problem beschäftigen. 1996 heiratete er die Tierärztin Karen Laurenson. Aus dieser Ehe gingen zwei Töchter hervor. Im selben Jahr verwirklichte er zusammen mit seiner Frau mehrere Forschungsprojekte in Afrika, einschließlich Studien über die Tollwut und andere Hundekrankheiten beim Äthiopischen Wolf. 2003 zog er in die Serengeti, wo er für die Zoologische Gesellschaft Frankfurt arbeitete. Daneben war er für Projekte in Tansania, Äthiopien und Sambia verantwortlich. 2005 nahm er eine Position als Leiter der ökologischen Abteilung des Macaulay Land Use Research Institute in Aberdeen an. 2005 erschien sein Werk People and Wildlife, Conflict or Co-existence?, das er zusammen mit Alan Rabinowitz veröffentlichte. Daneben war er Chefredakteur der Ökologiezeitschrift Journal of Applied Ecology und schrieb über 100 wissenschaftliche Artikel.
Anfang 2009 erhielt Thirgood eine Honorarprofessorenstelle an der University of Glasgow. Am 30. August 2009 kam er während eines Sturms in Äthiopien ums Leben, als ein Gebäude, in dem er sich gerade befand, einstürzte.